# Rašovice (Moravia meridionale)
Rašovice (in tedesco Raschowitz) è un comune della Repubblica Ceca facente parte del distretto di Vyškov, in Moravia Meridionale.